# Bra (Piemont)
Bra település Olaszországban, Piemont régióban, Cuneo megyében. Lakosainak száma 29 523 fő (2023. január 1.). Bra Cavallermaggiore, La Morra, Pocapaglia, Sanfrè, Santa Vittoria d’Alba, Verduno és Cherasco községekkel határos.

## Népesség
A település népessége az elmúlt években az alábbi módon változott:
| Lakosok száma | 29 604 | 29 645 | 29 568 | 29 523 |
|               | 2017   | 2018   | 2020   | 2023   |